# La Valette-du-Var
La Valette-du-Var (occitanska: La Valeta) är en kommun i departementet Var i regionen Provence-Alpes-Côte d'Azur i sydöstra Frankrike. Kommunen ligger i kantonen La Valette-du-Var som tillhör arrondissementet Toulon. År 2022 hade La Valette-du-Var 23 660 invånare.

## Befolkningsutveckling
Antalet invånare i kommunen La Valette-du-Var
| Referens: INSEE |